# Elecciones legislativas de Guinea Ecuatorial de 1988
Elecciones parlamentarias se celebraron en Guinea Ecuatorial entre los días 3 y 10 de julio de 1988. El Partido Democrático de Guinea Ecuatorial (PDGE), fundado el año anterior, era el único partido legal en ese momento. Un intento de legalizar el opositor Partido del Progreso en junio de ese año había fallado. El PDGE presentó una lista única de 60 candidatos para los 60 escaños de la Cámara de los Representantes del Pueblo, la cual fue aprobada por el 99,2% de los votantes.

## Resultados
| Partido                                  | Votos | %    | Escaños |
| ---------------------------------------- | ----- | ---- | ------- |
| Partido Democrático de Guinea Ecuatorial |       | 99.2 | 60      |
| En contra                                |       | 0.8  | -       |
| Votos nulos/en blanco                    |       | -    | -       |
| Total                                    |       | 100  | 60      |
| Fuente: Inter-Parliamentary Union        |       |      |         |